# 桑托什·巴布
比庫馬拉·桑托什·巴布（1983年2月13日—2020年6月15日），印度陆军军官。临终前任印军比哈爾團第16营营长，上校军衔。

## 生平
巴布生于特伦甘纳邦苏里亚佩特一个银行职员家庭，是家中独子，2009年结婚，育有一女（巴布阵亡时9岁）和一子（巴布阵亡时4岁），一家人居于德里。巴布2000年进入印度国防学院，2004年进入印度军事学院，后补部署于克什米尔地区。巴布曾作为联合国维和部队的一员前往刚果民主共和国参与在基伍冲突中的维和行动，并与刚果叛军交火。
2020年6月15日，在2020年中印边境冲突中加勒万河谷的械斗中，巴布被中国人民解放军士兵推下悬崖摔死，年仅37岁。
巴布的母亲在接受印度媒体采访时说，「他是为国家而死，我很自豪。」2020年6月19日，桑托什·巴布的葬礼在其家乡举行，巴布的妻子在葬礼上再次称为她的丈夫感到骄傲。儘管印度正在發生2019冠状病毒病疫情，還是有数以千计的印度人赶来为巴布送行。巴布四岁的儿子在葬礼上给他敬了一个标准的军礼。

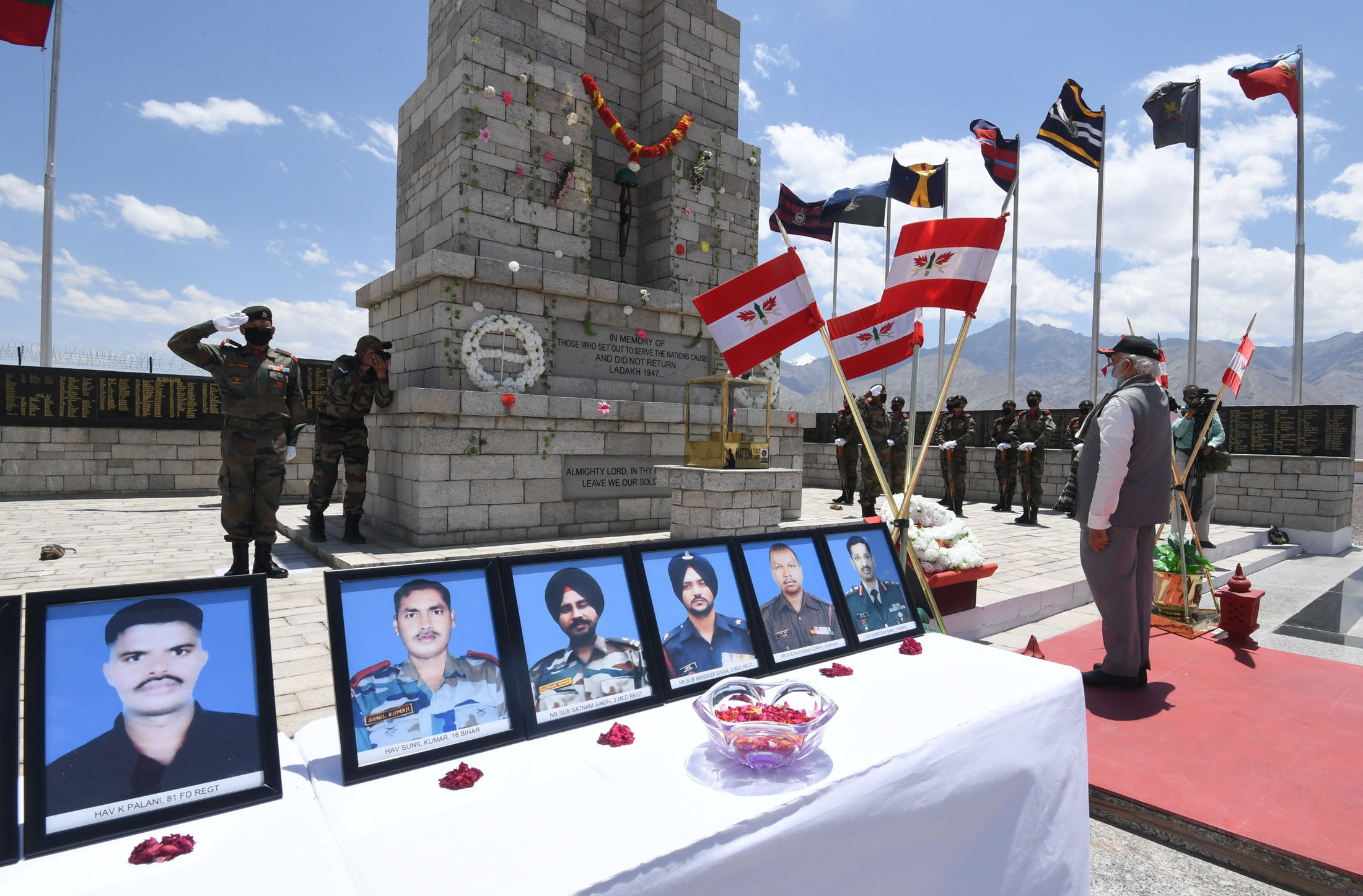
印度總理莫迪於拉達克行程中悼念印度陣亡士兵，巴布的遺像位於最右方，靠近莫迪